# Zalesie (Nisko)
Pour les articles homonymes, voir Zalesie.
Zalesie est une localité polonaise de la gmina de Jeżowe, située dans le powiat de Nisko en voïvodie des Basses-Carpates.